# Zákon o volbách do Parlamentu České republiky
Zákon o volbách do Parlamentu České republiky je zákon, který upravuje volby do Poslanecké sněmovny a Senátu. Zákon byl přijat Parlamentem České republiky dne 27. září 1995 a byl vyhlášen ve Sbírce zákonů pod číslem  247/1995 Sb.  Tento zákon nabyl účinnosti 1. ledna 1996. Tímto zákonem byl zrušen předchozí zákon České národní rady o volbách do České národní rady (č. 54/1990 Sb.). První volby podle tohoto zákona se konaly 31. května a 1. června 1996.

## Systematika
Zákon o volbách do Parlamentu České republiky se dělí na čtyři části. Část první se skládá z pěti oddílů, části druhá  a obsahuje novely občanského soudního řádu a zákona o volbách do zastupitelstev obcí, část třetí obsahuje společná, přechodná a závěrečná ustanovení.